# Imre Varadi
Imre Varadi est un footballeur anglais né le 8 juillet 1959 à Paddington qui évoluait au poste d'attaquant.

## Biographie
Imre Varadi naît à Londres d'un père hongrois et d'une mère italienne. Il fait ses débuts avec les amateurs du Letchworth FC, avant de rejoindre le club de deuxième division de Sheffield United en 1978, peu avant son dix-neuvième anniversaire. Sa carrière le conduit dans les rangs de plusieurs équipes de première et deuxième division anglaise, sans qu'il passe jamais plus de trois saisons au même club.
Durant son passage à Manchester City, il reçoit le surnom de « Imre Banana » de la part des supporters. Les gradins du stade de Maine Road sont alors remplis de bananes gonflables, une mode qui commence à se répandre dans toute l'Angleterre du football.